# Subhylemyia longula
Subhylemyia longula är en tvåvingeart som först beskrevs av Fallen 1824.  Subhylemyia longula ingår i släktet Subhylemyia och familjen blomsterflugor. Arten är reproducerande i Sverige. Inga underarter finns listade i Catalogue of Life.